# شکارچی (فیلم استرالیایی ۲۰۱۱)
شکارچی (انگلیسی: The Hunter) فیلمی است که در سال ۲۰۱۱ منتشر شد. از بازیگران آن می‌توان به ویلم دفو، سام نیل، فرانسیس اوکانر، کالن مالوی و سالیوان استیپلتون اشاره کرد.